# イラクリス・ミラス
イラクリス・ミラス（Ηρακλής Μήλλας, Herkül Millas, 1940年 - ）はトルコ共和国におけるギリシア人マイノリティに起源を有する作家、教授。

## 生涯
イスタンブルで成長した。1965年から1985年までトルコ、ギリシア、バーレーン、カタール、インドネシア、そしてサウジアラビアといった様々な国々でシビルエンジニアとして働いた。1971年にアテネに移住し当地で暮らしている。
アンカラ大学の現代ギリシア学科設立に貢献し、同大学で1990年から1995年までギリシア語とギリシア文学の教鞭を執った。1999年から2003年までエーゲ大学とマケドニア大学でトルコ語とトルコ文学、そしてトルコの政治潮流に関する講義を行った。2004年から2008年までアテネ大学でトルコ文学とトルコ政治を教えた。2009年から2010年はイスタンブルのウシュク大学とビルギ大学で教鞭を執った。

## 受賞
- 1992年 -アブディ・イペクチ平和友好賞
- 2005年 -トルコ出版社協会思想と表現自由賞
- 2021年 -オルハン・ケマル小説賞[2]（『家族の墓』で）

## 日本語訳
- 2018/2020年『家族の墓』(Ο οικογενειακός Τάφος / Aile mezarı)福田耕佑 訳『家族の墓』2024年, 一粒書房, ISBN 978-4867433058